# Kunów

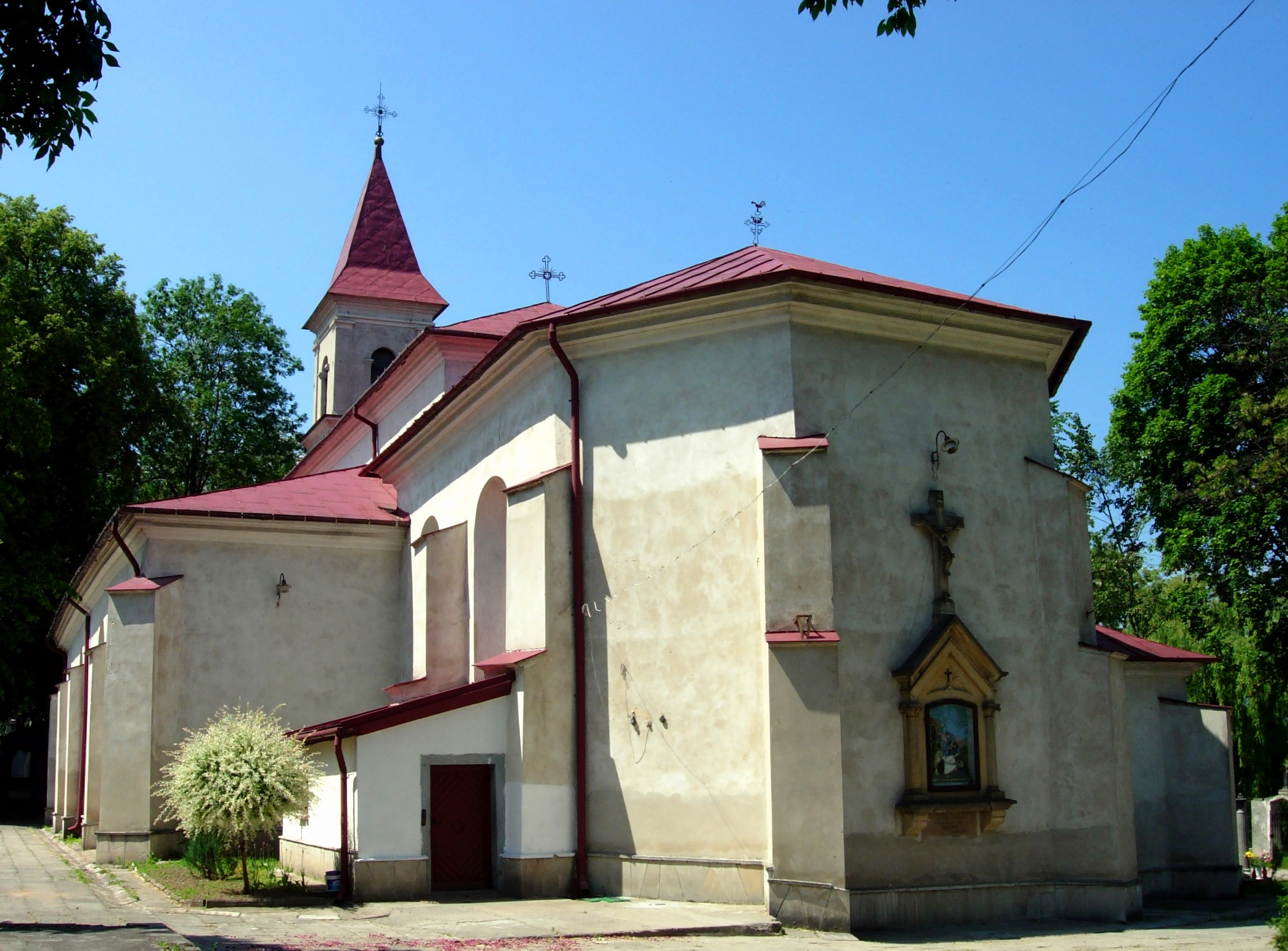
Kościół św. Władysława

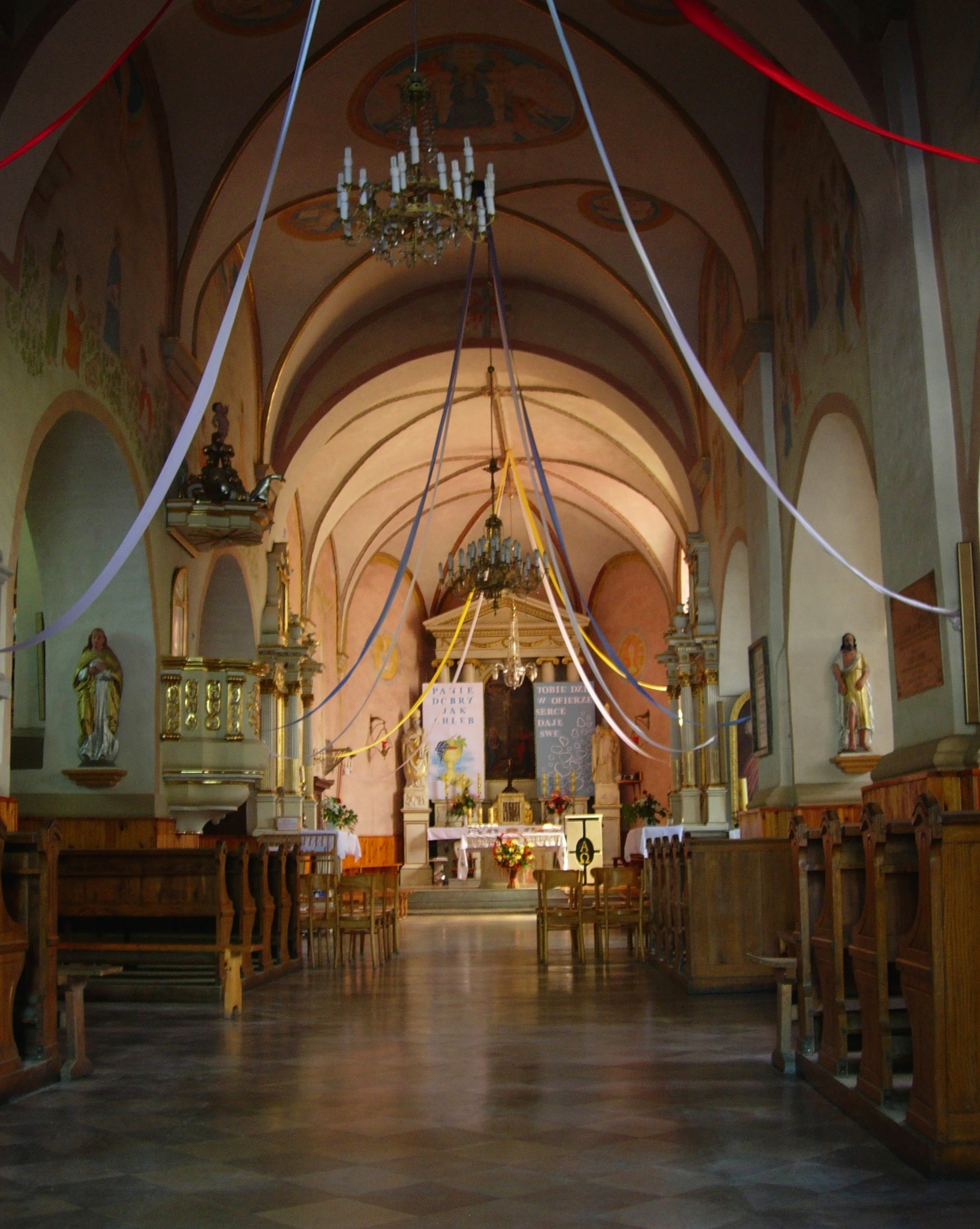
Wnętrze kościoła św. Władysława

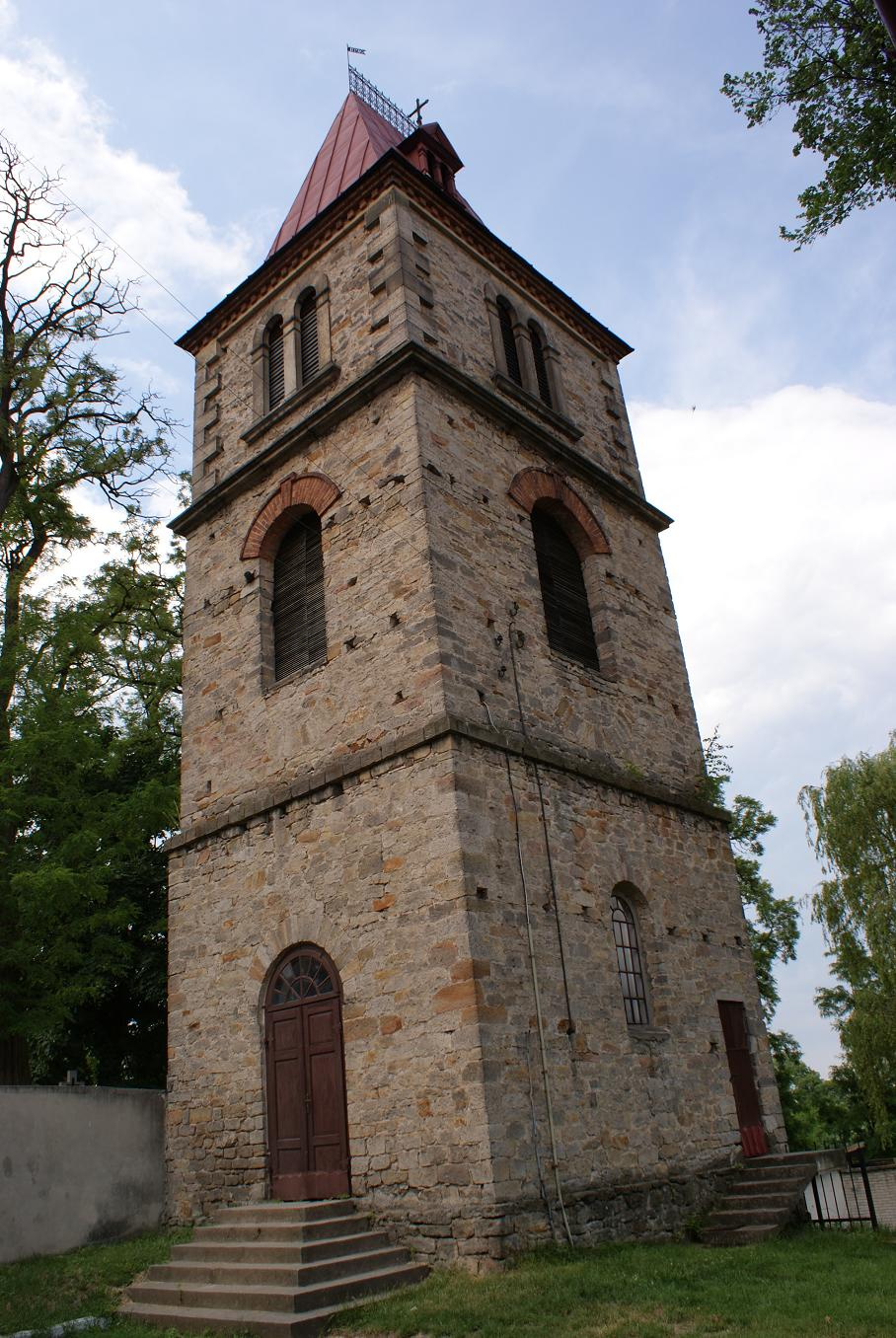
Zabytkowa dzwonnica przy kościele św. Władysława

Kunów – miasto w Polsce położone w województwie świętokrzyskim, w powiecie ostrowieckim, nad rzeką Kamienną. Jest siedzibą miejsko-wiejskiej gminy Kunów. Prawa miejskie w latach 1365–1502, 1535–1867 i ponownie od 1990.
Był miastem i siedzibą klucza dóbr biskupstwa krakowskiego w województwie sandomierskim w ostatniej ćwierci XVI wieku.
W latach 1975–1998 miasto administracyjnie należało do województwa kieleckiego.
Według danych z 1 stycznia 2018 Kunów liczył 2970 mieszkańców.

## Położenie
Miasto położone jest w dolinie rzeki Kamiennej, przy ujściu Świśliny. Znajduje się 8 km na północny zachód od Ostrowca Świętokrzyskiego.
Pod względem historycznym Kunów leży w Małopolsce, w dawnej ziemi sandomierskiej. 
Przez Kunów przebiega droga krajowa nr 9 (E371). W mieście znajduje się stacja kolejowa Kunów na trasie linii nr 25 Skarżysko-Kamienna – Ostrowiec Świętokrzyski.
Przez miasto przechodzi  niebieski szlak turystyczny z Łysej Góry do Pętkowic oraz  niebieski szlak rowerowy ze Skarżyska-Kamiennej do Ostrowca Świętokrzyskiego.

## Historia
Tereny wokół Kunowa były zamieszkane już w czasach wczesnosłowiańskich, czego dowodem są pozostałości grodziska w Nietulisku Dużym. Początkowo osada Kunów znajdowała się na północnym brzegu rzeki Kamiennej. We wczesnym średniowieczu Kunów był własnością biskupstwa krakowskiego. Biskupi mieli tu swój dwór, w którym często przemieszkiwali. Od co najmniej 1362 r. znajdowała się tu siedziba klucza majątkowego. W Kunowie przebywał między innymi Paweł z Przemankowa, w 1271 r. uwięziony na rozkaz Leszka Czarnego i wysłany do Sieradza. W 1241 r. osada została złupiona przez Tatarów, a w 1247 przez Konrada Mazowieckiego. Za panowania Kazimierza Wielkiego miejscowa parafia zajmowała obszar 63 km² i była zamieszkiwana przez ok. 240 osób. W 1365 r. osada otrzymała przywilej miejski.
W XV w. przebywał tu kardynał Zbigniew Oleśnicki, który znacznie rozbudował miasto. W Kunowie wykopano obszerny staw, który dostarczał siły wodnej działającym tu wówczas fabrykom sukna i kopalniom kamienia. Znajdował się tu drewniany kościół pw. św. Władysława. W 1502 r. miasto zostało złupione i doszczętnie spalone przez Tatarów, przez co utraciło prawa miejskie.
Dwór biskupi odbudowano dopiero w drugiej połowie XVI w. 29 sierpnia 1535 r. biskup krakowski Piotr Tomicki nadał Kunowowi ponownie prawa miejskie na prawie magdeburskim. Pierwszym wójtem w mieście został Mikołaj Brzeski – koniuszy biskupi. Dzięki protekcji biskupa Andrzeja Zebrzydowskiego miasto w 1548 i 1554 r. otrzymało nowe przywileje i ulgi, które pozwoliły mu się odbudować. Pozwalały one na pobieranie opłaty na utrzymanie mostu na rzece Kamiennej. Zwolniały także mieszczan kunowskich od opłat celnych i targowych na terenie całego kraju. W Kunowie znajdowały się kopalnie czerwonego i białego marmuru. W 1578 r. w mieście było 65 rzemieślników różnych profesji. Kunów zasłynął z produkcji kamienia, który był wykorzystywany do budowy dworów i pałaców w całej Polsce.
W 1616 r. w Kunowie znajdowało się 130 domów. Istniały też w mieście 2 kościoły drewniane pod wezwaniem św. Szymona i Judy oraz św. Leonarda. W 1638 r. w mieście wzniesiono murowany kościół pod wezwaniem św. Władysława w miejsce dawnego drewnianego. Po potopie szwedzkim liczba domów zmniejszyła się do 63, Kunów był zamieszkiwany przez 530 osób. Wójtem kunowskim był wówczas Jan Lasota.
Najstarszą wzmiankę o szkole parafialnej w Kunowie spotykamy w aktach biskupich w Krakowie. Istniała już w 1504 r., a jej pierwszym rektorem był Stanisław z Sandomierza. Od tamtego czasu w mieście istniała szkoła.
W 1705 r. Kunów i okolice nawiedziła epidemia dżumy. Według sporządzonego na zlecenie magistratu miasta bilansu, w Kunowie na skutek zarazy zmarło 560 osób.
W XVIII w. i ponownie od 1859 r. działała tu kopalnia rudy. W 1789 r. miasto przeszło na własność Skarbu Państwa. W Kunowie pracowało wówczas 10 kamieniarzy dostarczających kamienia ciosanego do Warszawy, m.in. do budowy Łazienek Królewskich. W Kunowie działał cech kamieniarzy, zaś przy miejscowej parafii działało Bractwo Różańca Świętego.

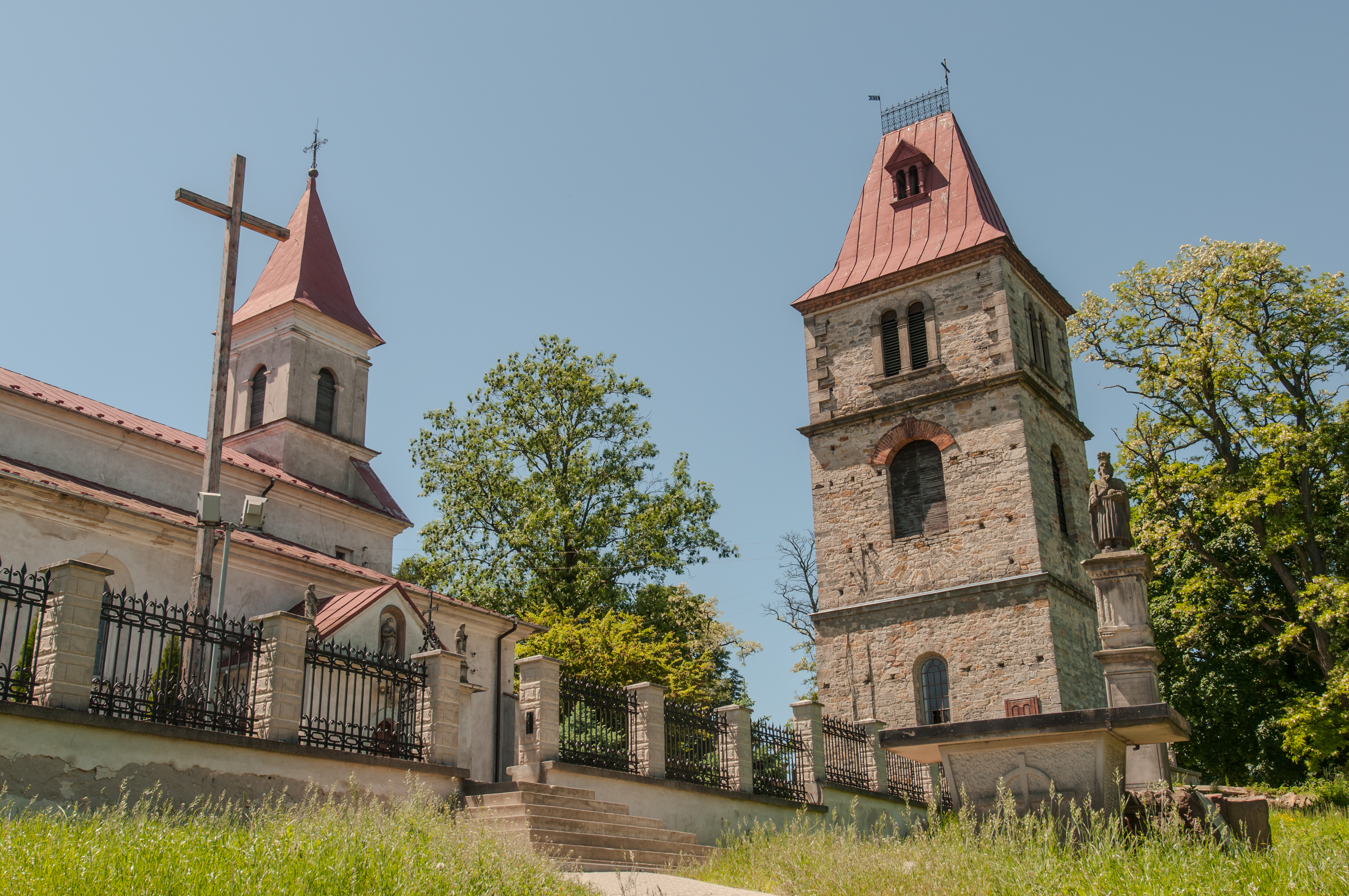
Kościół pw. św. Władysława w Kunowie

W 1814 i 1818 r. miasto było niszczone przez pożary. W 1827 r. było tu 119 domów i 730 mieszkańców. W 1860 r. 145 domów i 1121 mieszkańców (w tym 232 Żydów). Po zmianie prawa i zniesieniu wójtostwa, pierwszym burmistrzem miasta Kunowa w latach 1811–1822 był Władysław Czerwiński.
W czasie powstań narodowych miasto było dla okolicy punktem zbornym powstańców i postojem dla oddziałów. W okresie powstania styczniowego plebania w Kunowie słynęła ze spotkań i narad dowódców powstania: gen. Józefa Hauke-Bosaka, Zygmunta Chmieleńskiego i Dionizego Czachowskiego. Przewodniczącym organizacji powstańczej w tutejszej okolicy był ks. Kacper Kotkowski – przedstawiciel Rządu Narodowego i okolicznego ziemiaństwa. Wybitną rolę odegrał w mieście ówczesny proboszcz w Kunowie ks. Jan Dąbrowski, po powstaniu zesłany na Syberię.
W XIX w. miasto podupadło w związku z rozwojem nowego ośrodka przemysłowego w Ostrowcu Świętokrzyskim. 1 czerwca 1869 r. z ukazu carskiego Kunów utracił prawa miejskie jako reperkusje po powstaniu styczniowym. Po tym czasie nastąpiła dalsza pauperyzacja osady.
Po odzyskaniu niepodległości w 1918 r., miejscowość stopniowo zaczęła rozbudowywać się, co związane było z budową Fabryki Maszyn i Narzędzi Rolniczych. 8 września 1939 roku Kunów został zajęty przez Niemców. Pierwsza grupa konspiracyjna powstała tutaj w listopadzie 1939 r. i weszła w skład Związku Walki Zbrojnej. Miejscowość w czasie wojny należała do Okręgu Kielecko-Radomskiego ZWZ-AK „Jodła”. Okres po II wojnie charakteryzował się stałym rozwojem miejscowości. Została rozbudowana Fabryka Maszyn Rolniczych. W 1953 r. z inicjatywy Eugeniusza Dziewulskiego, lekarza i wielkiego społecznika, zostały wybudowane wodociągi. Postępujący proces urbanizacji Kunowa przyniósł m.in. wybudowanie nowej szkoły w 1967, Ośrodka Zdrowia w 1973, Biblioteki Publicznej w 1988, Urzędu Miasta i Gminy oraz Poczty w 1991 r. Kunów prawa miejskie odzyskał dopiero w 1990 r. Od tego momentu obserwować można szybki rozwój miasta. Dzięki funduszom strukturalnym Unii Europejskiej zmodernizowano przebiegającą przez Kunów drogę krajową, wybudowano rondo, wyremontowano most. Towarzystwo Przyjaciół Ziemi Kunowskiej rozpoczęło prace renowacyjne zabytków kamieniarstwa kunowskiego, które również przeżywa renesans.

## Demografia

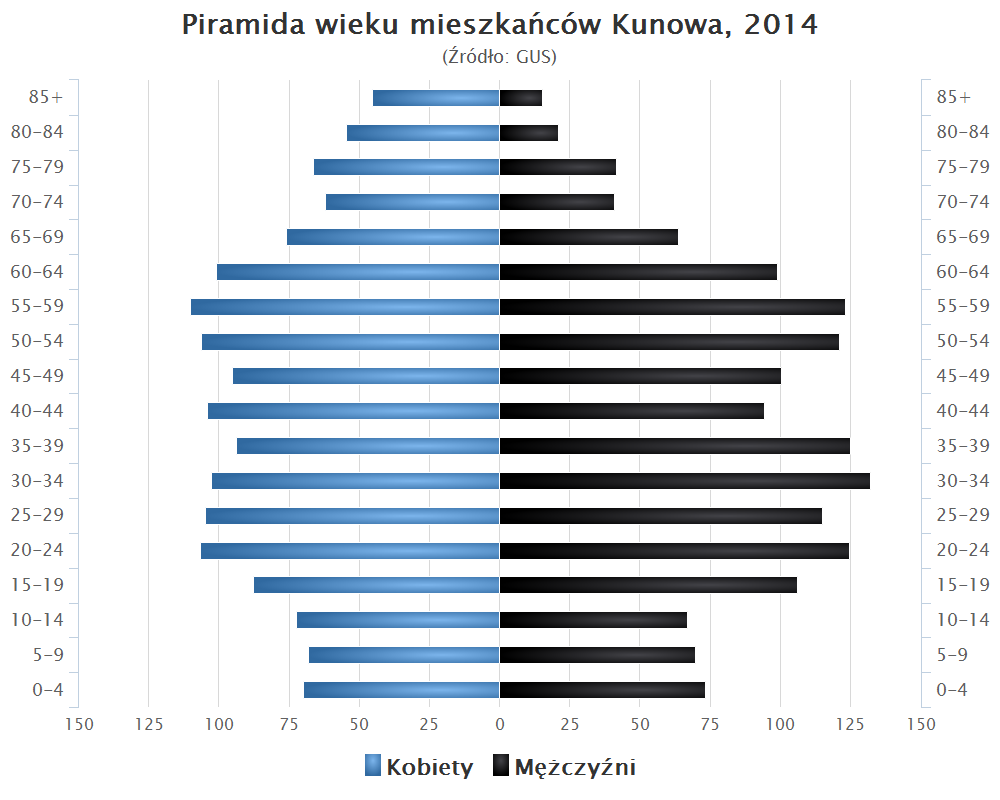
Piramida wieku mieszkańców Kunowa w 2014 roku

## Zabytki
- Kościół parafialny pw. Świętego Władysława z XVII wieku, z ołtarzami rzeźbionymi przez miejscowych kamieniarzy (obok już nieistniejąca drewniana plebania z 1855 roku) i murowana dzwonnica z 1896, wybudowana według projektu Wojciecha Gersona; świątynię otacza kamienne ogrodzenie z bramami i stacjami drogi krzyżowej.

Kościół oraz dzwonnica zostały wpisane do rejestru zabytków nieruchomych (nr rej.: A.609/1-2 z 18.03.1957 i z 15.04.1967).
- Cmentarz rzymskokatolicki, ul. Kościelna, z nagrobkami z XIX wieku (nr rej.: A.9 z 22.03.2007)[6], spośród których wyróżnia się nagrobek Franciszka Fornalskiego; na cmentarzu znajduje się także mogiła powstańców z 1863 poległych w bitwie pod Janikiem-Sadłowizną; (nr rej.: A.609/3-5 z 31.03.2015)[6].
- Figura Św. Jana Nepomucena przy moście na rzece Kamiennej pochodząca z 1755 roku. Odnowiona w 2006 r. przez Towarzystwo Przyjaciół Ziemi Kunowskiej.

## Wspólnoty wyznaniowe
Kościół katolicki
- Parafia św. Władysława w Kunowie

Świadkowie Jehowy
- zbór Kunów[7]

## Ludzie związani z Kunowem
Poniższa lista, dwie pierwsze kategorie, przedstawia znane osoby związane z Kunowem o których wspominają autorzy książek i monografii poświęconych historii miasta (ks. Aleksander Bastrzykowski, ks. Władysław Fudalewski, Andrzej Kryj):

### Szlachta, duchowieństwo i wojskowi

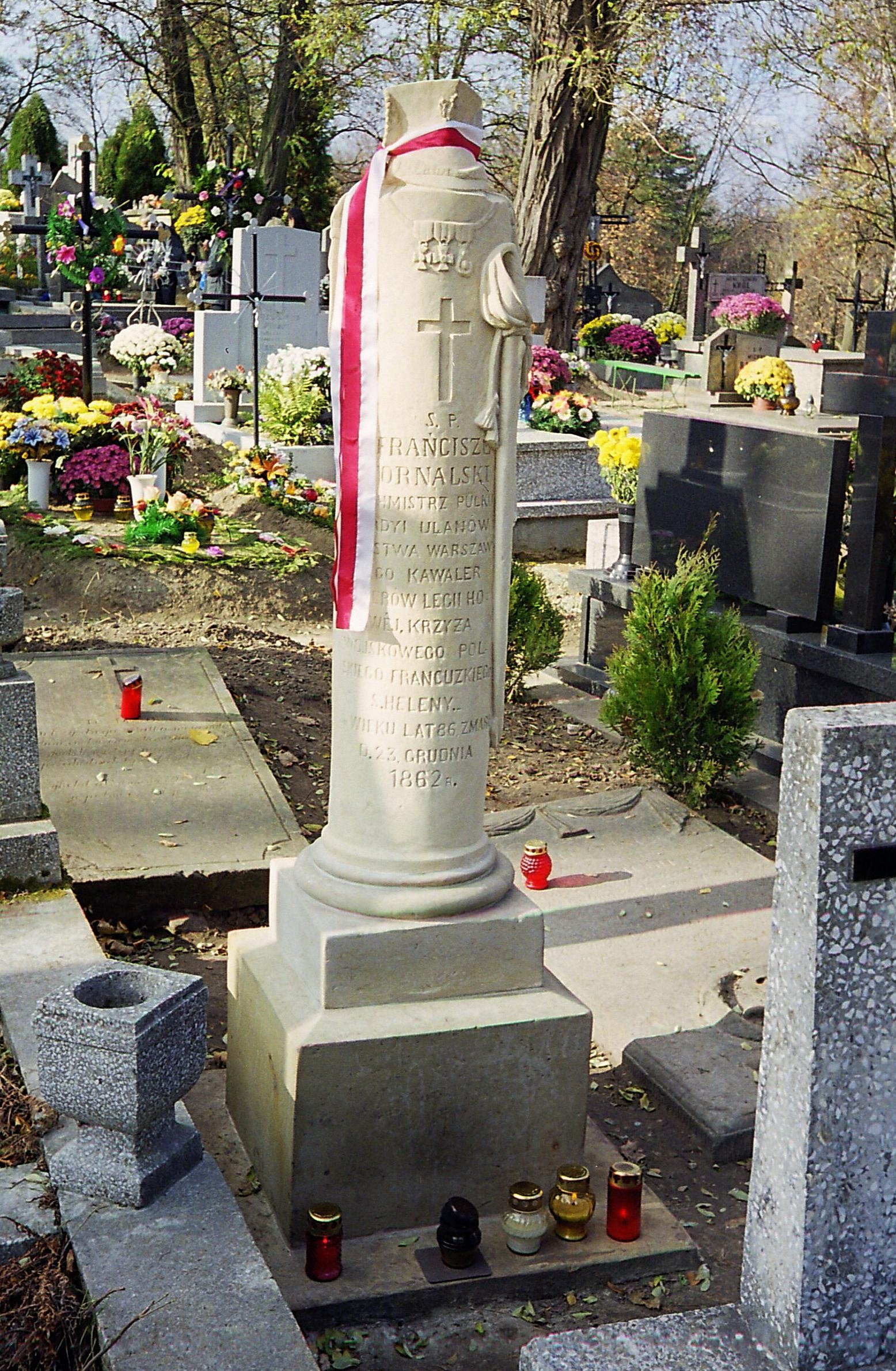
Nagrobek Franciszka Fornalskiego na cmentarzu w Kunowie

- Jan Bojarczak – duchowny rozstrzelany przez gestapo
- Jerzy Dobrzański – dziedzic dóbr ostrowieckich, major Legionów Polskich, kawaler Virtuti Militari; gorący zwolennik wydobywania węgla kamiennego z okolic Kunowa.
- Franciszek Fornalski – żołnierz napoleoński, odznaczony orderami Virtuti Militari i Legii Honorowej.
- Franciszek Kacper Fornalski – oficer Wojska Polskiego w czasie powstania listopadowego.

### Artyści, uczeni
- Józef Duchnowski – artysta rzeźbiarz
- Edmund Fornalski – artysta rzeźbiarz
- Antoni Adam Piotrowski – malarz, rysownik i ilustrator
- Wacław Mayzel – polski lekarz-histolog

### Inni
- Marianna Jaworska (zm. 1976) – odznaczona pośmiertnie medalem „Sprawiedliwy wśród Narodów Świata” 31 lipca 2008 roku; uratowała dziewczynkę pochodzenia żydowskiego o imieniu Batia w czasie okupacji niemieckiej[8][9].

## Film
- 1977:  Wszyscy i nikt (reż. Konrad Nałęcki, scenariusz: Janusz Przymanowski) – większość scen w filmie kręcono w Kunowie m.in. w kościele i w dzwonnicy przy kościele św. Władysława oraz w nieistniejącej już drewnianej plebanii a także w pobliżu rynku u styku ulic: Podgórze i Kościelna.

## Sport
W mieście działa klub piłki nożnej, Stal Kunów, założony w 1938 roku.